# Chiesa di San Zenone (Reggio Emilia)
La chiesa di San Zenone è un edificio di culto cattolico sito in piazza San Zenone, nel centro storico di Reggio Emilia.

## Storia e descrizione
Ricordata in un documento del 1302, venne totalmente riedificata nel 1763 da G. B. Cattani, anche se la facciata e il campanile attuali risalgono ad un recente restauro diretto da Prospero Sorgato nel 1929, mentre gli interni vennero dipinti da Mastellari nel 1886. Al suo interno vi sono quattro altari laterali, a destra, sul primo vi è Sant'Orsola di Lorenzo Franchi, sul secondo invece vi è un Crocefisso, dipinto da un ignoto, ma molto simile a quello di Reni. Sul primo altare sinistra invece San Genesio, di Alessandro Tiarini.